# Levski-Spartak Sofia (pallamano)
Il Levski-Spartak Sofia è una squadra di pallamano maschile bulgara con sede a Sofia.

## Palmarès

### Titoli nazionali
- Campionato bulgaro: 1
  - 1968-69.